# Ё
Cette page contient des caractères spéciaux ou non latins. S’ils s’affichent mal (▯, ?, etc.), consultez la page d’aide Unicode.
Ne doit pas être confondu avec la lettre latine Ë ou la lettre grecque Ε̈.
Yo ou Io (capitale Ё, minuscule ё) est une lettre de l'alphabet cyrillique.

## Linguistique
La lettre ‹ ё › (yo ou io) est utilisée en biélorusse et en russe et dans plusieurs langues caucasiennes, turques et autres qui emploient l'alphabet cyrillique.
En russe, prononcée isolément, elle représente la suite /jo/ composée de la semi-voyelle [j] et de la voyelle [o].
Lorsqu'elle suit une consonne, elle signifie la palatalisation de la consonne précédente, si possible, et se prononce alors [o]. Dans tous les autres cas, elle se prononce [jо].
La syllabe formée avec la lettre ‹ ё › est, à de rares exceptions près (кёнигсбе́ргский, сёрфинги́ст), accentuée.

## Histoire
En russe moderne, l’équivalent de /e/ des langues slaves est /o/ dans une syllabe portant l’accent tonique et suivant une consonne palatalisée mais pas avant une consonne palatalisée. Le digramme ‹ іо › est proposé comme lettre de l’alphabet russe officiel le 18 novembre 1783, lors d’une réunion de l’Académie des sciences de Saint-Pétersbourg présidée par la princesse Catherine Dachkov (en russe : Екатерина Романовна Воронцова-Дашкова, Iékatérina Romanovna Vorontsova-Dachkova). Cependant cette proposition est rejetée, évitant l’orthographe «ioлка» (l’actuel «ёлка»), «ioж» (l’actuel «ёж»), etc.
En 1797, Nikolaï Karamzine utilise la lettre ‹ ё › dans le second tome des Aonides, dans le mot ‹ слёзы › [ˈslʲɵzɨ] pour qu’il rime avec ‹ розы › [ˈrozɨ], et utilise l’orthographe ‹ слезы › [ˈslʲezɨ] dans le reste de l’ouvrage.
Bien que d'usage courant avant la Seconde Guerre mondiale, ‹ ё › disparaît progressivement de l'écriture russe, remplacée par la lettre ‹ e › à cause de leur graphie similaire et de la possibilité pour les locuteurs de déterminer par le contexte quel son est représenté (par exemple, «мел» – «мёл», «все» – «всё», etc.). Actuellement[Quand ?], les autorités russes[Qui ?] tentent de restaurer l'usage généralisé de cette lettre, qui est présente dans plus de 12 500 mots et 2 500 noms de famille.
En biélorusse, la distinction entre ‹ ё › et ‹ e › est toujours d'actualité.

## Représentation informatique
‹ ё › peut être représenté avec les caractères Unicode suivants :
- précomposé (cyrillique) :

| formes    | représentations | chaînes de caractères | points de code | descriptions                   |
| --------- | --------------- | --------------------- | -------------- | ------------------------------ |
| majuscule | Ё               | Ё                     | U+0401         | lettre majuscule cyrillique io |
| minuscule | ё               | ё                     | U+0451         | lettre minuscule cyrillique io |

- décomposé (cyrillique, diacritiques) :

| formes    | représentations | chaînes de caractères | points de code | descriptions                                     |
| --------- | --------------- | --------------------- | -------------- | ------------------------------------------------ |
| majuscule | Ё               | Е◌̈                    | U+0415 U+0308  | lettre majuscule cyrillique ié diacritique tréma |
| minuscule | ё               | е◌̈                    | U+0435 U+0308  | lettre minuscule cyrillique ié diacritique tréma |